# Anabargolf

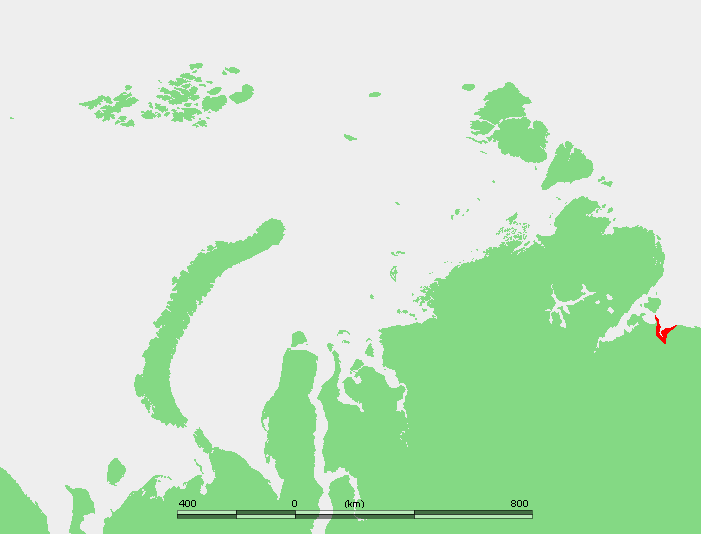
Nordpolarmeer mit zur Laptewsee zählendem Anabargolf (rot) an der Nordküste Sibiriens

Der Anabargolf (russisch Анабарский залив, Anabarski Zaliw) ist ein nördlich von Sibirien und Russland (Asien) gelegener Golf der zum Nordpolarmeer gehörenden Laptewsee und enthält in seinem Südwestteil den Anabarbucht (Анабарский Губа, Anabarski Guba) genannten Ästuar (Mündungstrichter) des Flusses Anabar, einem Strom des Nordsibirischen Tieflands.

## Geographische Lage
Der Anabargolf liegt im Südwestteil der arktischen Laptewsee und grenzt im Westen und Süden an das Festland der nordostrussischen Republik Sacha (Jakutien). Nach Norden und Nordosten geht er nahtlos in die eigentliche Laptewsee über. Südlich des Golfs liegt der Ostteil des Nordsibirischen Tieflands mit dem Höhenzug Prontschischtschew-Rücken und der Mündung der Pestschanaja als östliches Golfende. Nach Westen leitet die schmale und langgestreckte Nordwikhalbinsel zur jenseits davon befindlichen Nordwikbucht über. Nördlich der Halbinsel, an deren Nordende das Kap Paksa als Nordwestabschluss des Golfs liegt, leitet die in Richtung Westen in den Chatangagolf führende Wostotschny-Meerenge zur Groß-Begitschew-Insel über.
Der Meeresgolf, der auf etwa 67 km Länge in das Festland reicht, ist an seiner Öffnung zur Laptewsee 76 km und am Übergang zur Anabarbucht 7 bis 9 km breit. An seinem Übergang zur Laptewsee ist der sonst zwischen 3 und 12 m tiefe Golf rund 17 m bis 20 m tief. Die Hügel an der Südküste des Golfs sind in direkter Meeresnähe maximal 57 m hoch und jene an seiner Westküste erreichen im äußersten Norden der Nordwikhalbinsel bis 55 m Höhe.

## Flora, Klima und Eisgang
Im Hinterland der vegetationslosen Küsten des Anabargolfs herrschen Tundra mit Moosen und Flechten vor, wobei Frostschuttwüsten bis an die Strände reichen. Die Winter sind lang und extrem kalt, die Sommer kurz und kalt. Etwa von Oktober bis Juli ist der Golf von Eis bedeckt. Wenn im Sommer Eis und Schnee schmelzen, treibt der Anabar oftmals Hochwasser durch die Anabarbucht in den Golf.

## Geschichte
Der russische Polarforscher Eduard Toll (1858–1902), der erste Forscher der Landschaften zwischen Anabar und westlichem Popigai sowie Anabar und östlichem Olenjok kartierte, erforschte die Anabarbucht im Jahr 1893 und drang dabei bis an den Anabargolf vor.

## Ortschaften
In der Zeit der Sowjetunion gab es am Übergang des Anabargolfs zur Anabarbucht die südöstlich des Kap Chorgo (⊙) gelegene Ansiedlung Chorgo. Derzeit liegen am Golf keine Ortschaften.